# حسن علي البولاقي
النقيب حسن على محمد البولاقي (27 يونيو 1948 - 10 ديسمبر 2019) هو عسكري مصري، كان أحد فرقة 39 القتالية، إبان حرب الاستنزاف.

## حياته ونشأته
من مواليد محافظة القليوبية في 27 يونيو 1948، ألتحق حسن في صفوف القوات البحرية، بعد حصوله على شهادة الاعدادية الصناعية من مدرسة طوخ الصناعية عام 1964 / 1965.

## المجموعة 39 قتال
اختير حسن ضمن فصيلة النقيب/ إسلام ووسام وماجد ناشد للالتحاق مع الفصيلة بالمجموعة -39 قتال... وقد شارك حسن في عمليات المجموعة.
كان أبرزها على الإطلاق الإغارة على لسان التمساح مرتين. قام حسن مع الشهيد الرفاعي بالدخول إلى موقع لسان التمساح، في الإغارة الثانية على الموقع حيث قام حسن بأعمال بطولية خارقة لدرجة أنه أصيب في ظهره بمنطقة الفقرات القطنية وهذه الإصابة بالغه جدا وبالرغم من ذلك قام بواجبه مع الرفاعي إلى أن تم الانسحاب فلم يستطع اللحاق بالقوارب المخصصه لنقلهم من الضفة الشرقية إلى الضفة الغربية.

### إصابته
عبر حسن قناة السويس رغم إصابته الخطره ومعه إثنان من أفراد الصاعقة البرية، لم يكونوا يجيدون السباحة عبر بهم حسن القناة وفور خروجه من المياه أغمي عليه حيث، نقل إلى المستشفى القصاصين، وإجراء عملية لايقاف النزيف إلى أن نقل إلى مستشفى المعادي مع زميله السيد محمد أحمد، والذي كان مصاب في كتفه هو الآخر، وآخرين من مصابى المجموعة في هذه العملية، وذلك لاستكمال علاجه، حيث مكث فيها أكثر من ثلاثه أشهر، قام بزيارته أكثر من مرة الفريق، محمد صادق مدير إدارة المخابرات في ذلك الحين وكذلك زاره وزير الحربية الفريق محمد فوزي، في زيارة لكل المصابين قام الرئيس جمال عبد الناصر بزيارتهم، وأثنى عليهم وتمنى لهم الشفاء والعودة سريعا لاستكمال عملهم البطولي في جبهة القتال.
وزراهم الرفاعي مع حسن، ومعه قائده البحري إسلام توفيق ووسام عباس وكان يزور حسن أكثر من مرة، بعد شفاء حسن عاد مرة ثانية إلى المجموعة، وقام بالاشتراك في تنفيذ عملية نسف وإحراق سقالة الكرنتينة، وكان في قارب وسام عباس قام حسن مع قائده وسام بنقل واخلاء عصام الدالي وعامر يحيى عامر اللذان قتلوا في هذه العملية، بعدها شارك حسن في قصف مواقع كبريت بالصواريخ وقد أثنى عليه الرئيس جمال عبد الناصر بخطاب شكر، والرئيس الراحل أنور السادات بترقية إستثنائية وحسن لم يكن له حظ في التكريم المناسب خلال عمله في المجموعة 39 قتال، أنهى حسن مع زملائه محمد شاكر، وغريب جودة والسيد محمد أحمد، وعبد السميع عبد المطلب.

## حرب أكتوبر
إنضم حسن في سرية الرائد حسن هندي وقامت حرب أكتوبر حيث اشترك في:
- الإغارة على منطقه أبو دربة.
- تلغيم طرق الشيخ البتان.
- سطع ميناء الطور.
- تلغيم مدخل ميناء الطور.
- تلغيم مدخل بلاعيم.
- تلغيم الممر الملاحى لخليج السويس.

## جوائز وأوسمة
- ترقية استثنائية من العريف إلى الرقيب من الرئيس جمال عبد الناصر.
- خطاب شكر من الرئيس جمال عبد الناصر.
- نوط الشجاعة العسكري في حرب أكتوبر.
- ميدالية أكتوبر المجيدة.